# Athoracophorus maculosus
Athoracophorus maculosus es una especie de molusco gasterópodo de la familia Athoracophoridae.

## Distribución geográfica
Se encuentra  en Nueva Zelanda.